# Quellgebiet der Wupper
Das Naturschutzgebiet Quellgebiet der Wupper liegt auf dem Gebiet der Gemeinde Marienheide im Oberbergischen Kreis in Nordrhein-Westfalen.
Das etwa 3,5 ha große Gebiet, das im Jahr 1968 unter Naturschutz gestellt wurde, erstreckt sich östlich des Kernortes Marienheide. Am nördlichen Rand und westlich des Gebietes verläuft die Landesstraße L 306. Unweit nördlich liegt der Sonderlandeplatz Meinerzhagen.

## Beschreibung
Laut dem Landschaftsplan für Marienheide sind in dem Gebiet Wald, Moor und Feuchtgebiet als Lebensraum vertreten, wobei es sich zum einen um einen zusammenhängenden Birken-Bruchwald handelt, zum anderen um feuchtes Brachgrünland und verteilt auftretende Quellmuldengesellschaften, z. T. mit Aschweide bewachsen. Die Bäche sind von Ufergehölz begleitet.
Im Norden und Westen liegt Brachgrünland mit Weiden. In verschiedenen Flächen ist die Flatterbinse (Juncus effesus), das seltene Moor-Greiskraut (Tephroseris palustris) und der stark gefährdete Sumpf-Engelwurz (Angelica palustris) vertreten. Ehemals war auch die gefährdete Moorlilie (Narthecium ossifragum) im Gebiet heimisch.
Im Birken-Bruchwald finden sich Espen, Eichen, Kiefern und Fichten. In der Krautschicht, die fast völlig fehlt, sind Pfeifengras (Molina) und Heidelbeere (Vaccinium myrtillus) vorhanden.

## Schutzziele
Ziel der Schutzausweisung ist
- Sicherung der Vielfalt, Eigenart und Schönheit der Landschaft,
- Erhalt der prägenden, belebenden und gliedernden Funktion der Landschaftsbestandteile,
- Bewahrung der Lebensstätten und
- Bewahrung des Gebietes aus natur- und erdgeschichtlichen oder landeskundlichen Gründen.[2]

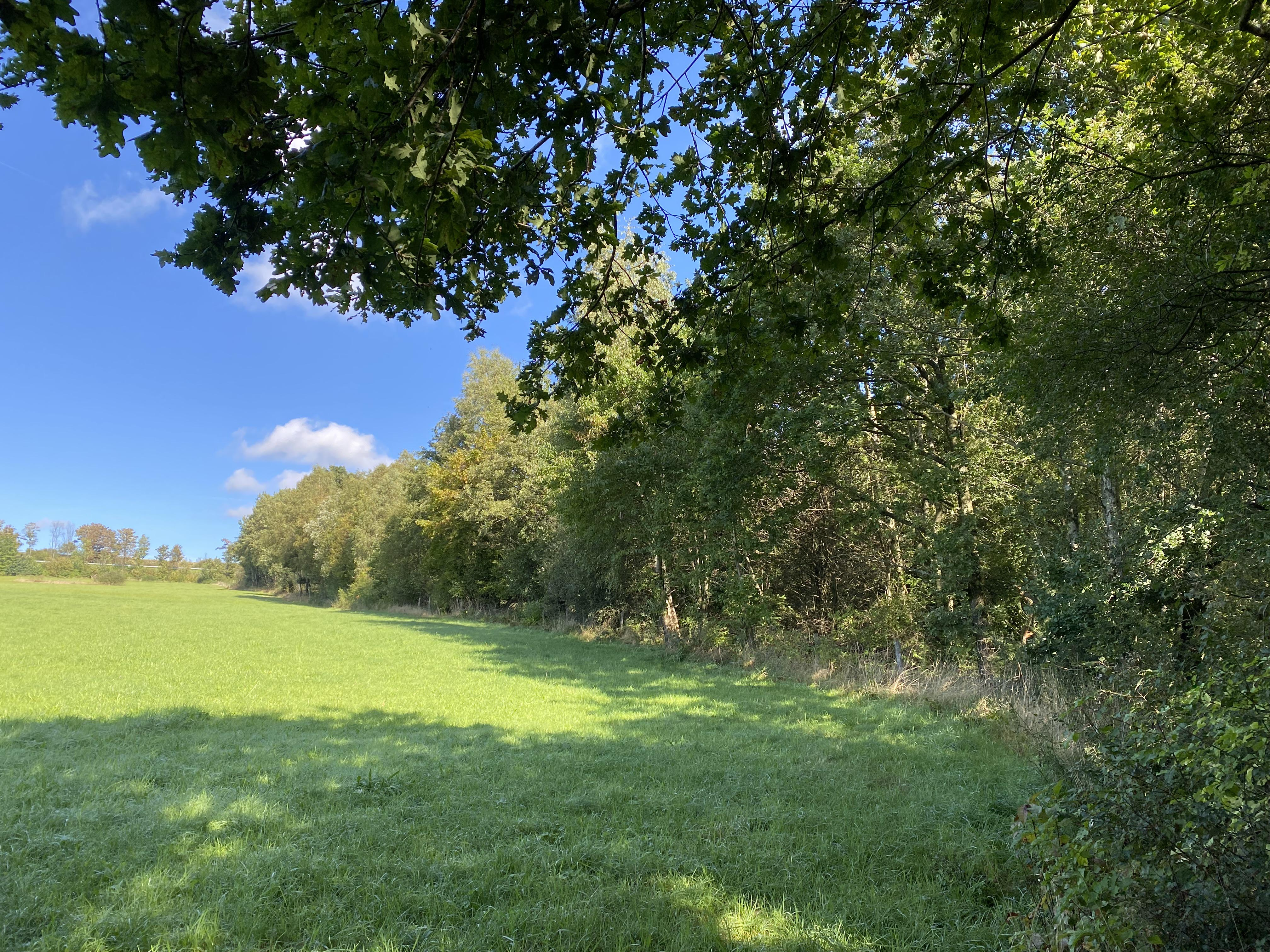
Waldgebiet mit den diversen Quellen der Wipper
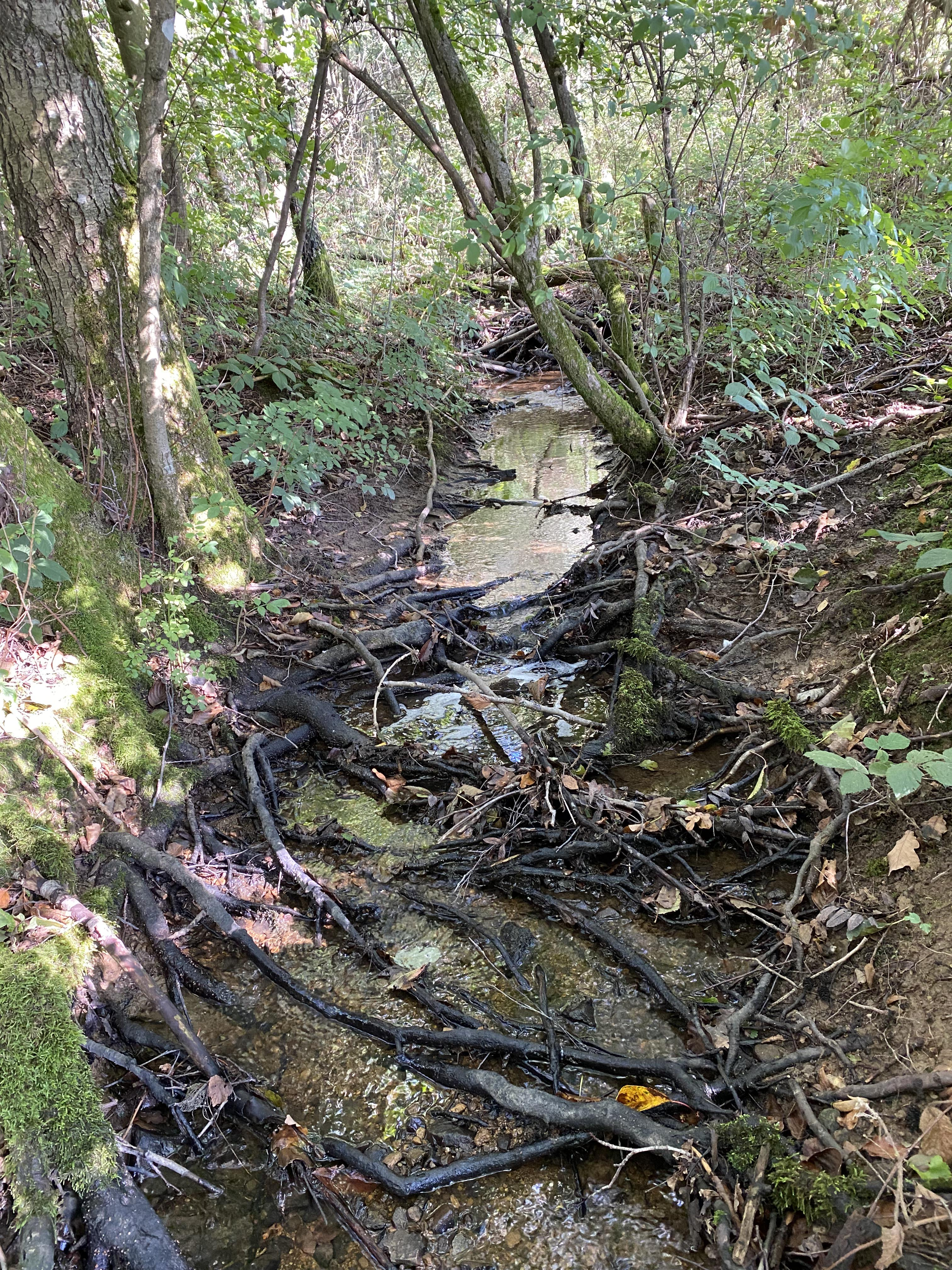
Wipper nahe der Quellmulde
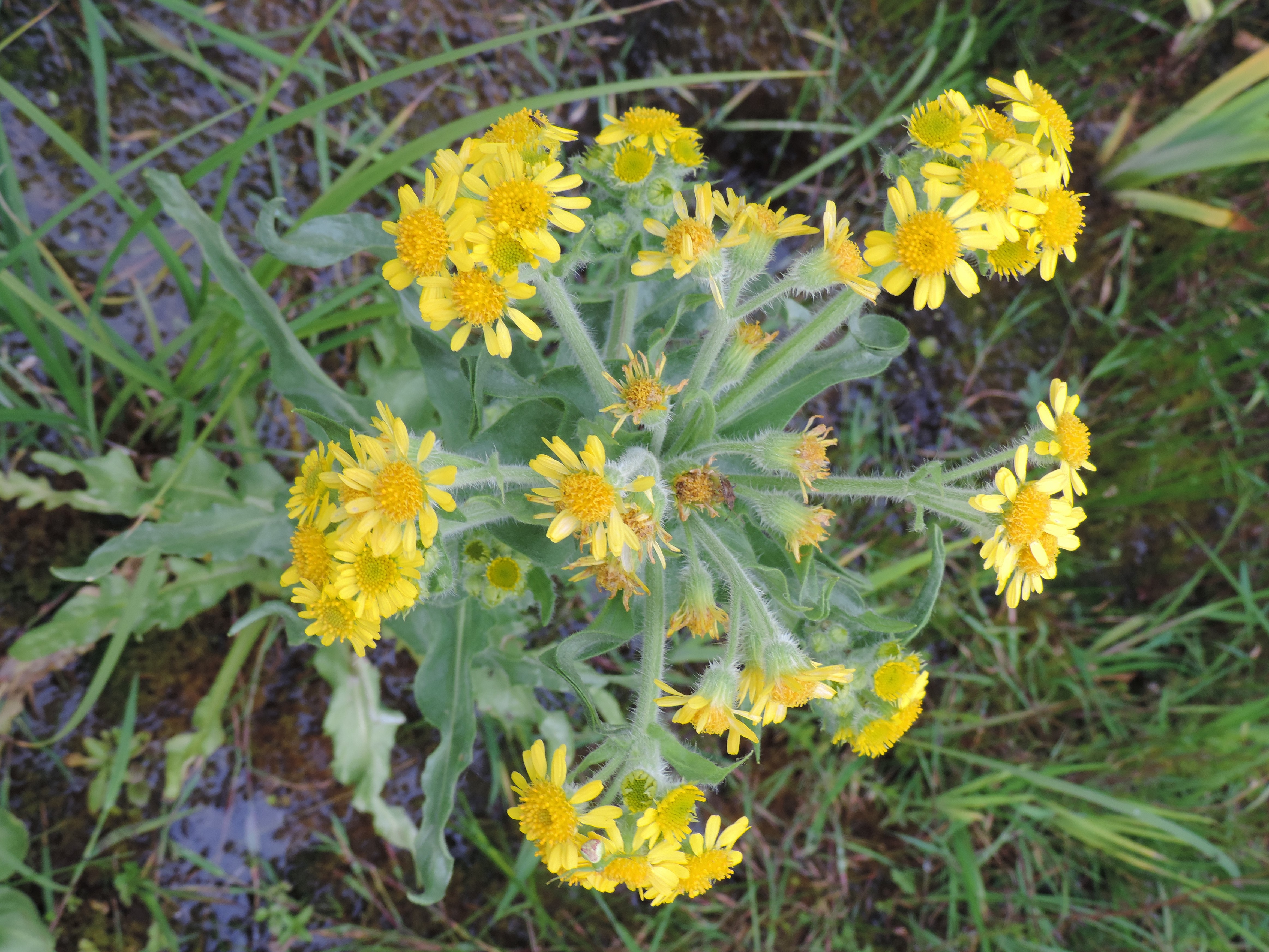
Moor-Aschenkraut (Moor-Greiskraut)
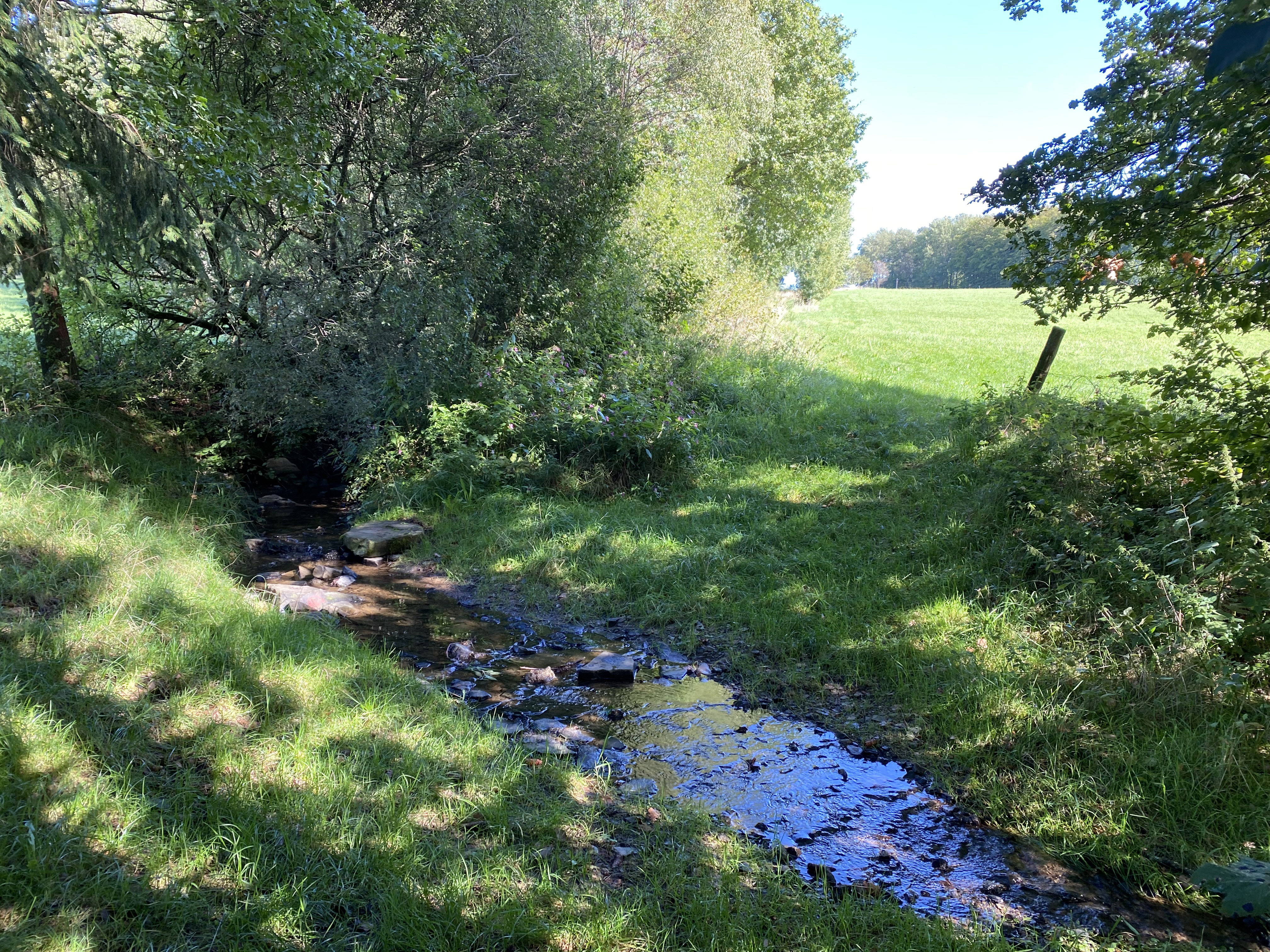
Wipper am südl. Rand des bewaldeten Quellgebietes
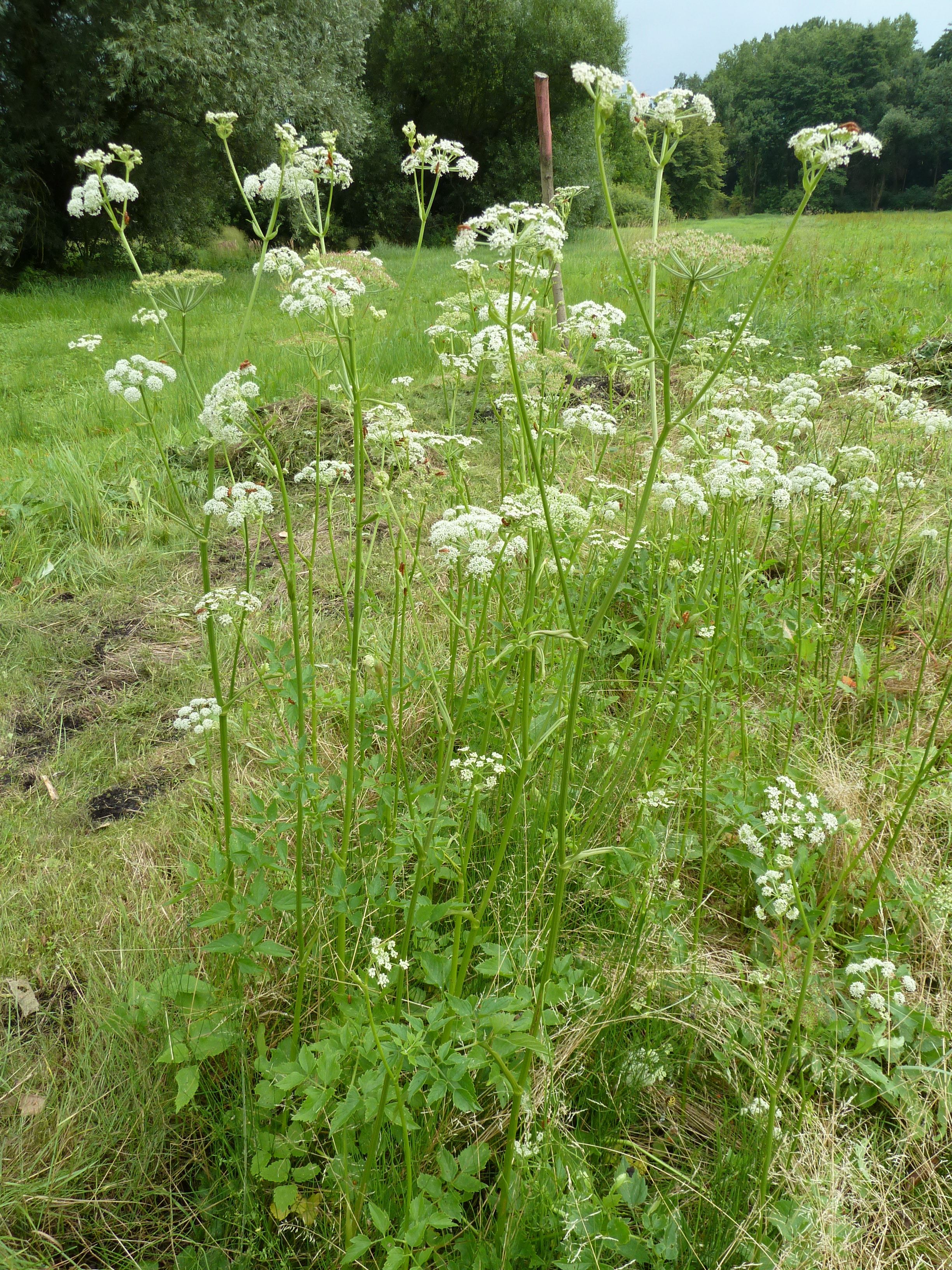
Stark gefährdet: Sumpf-Engelwurz
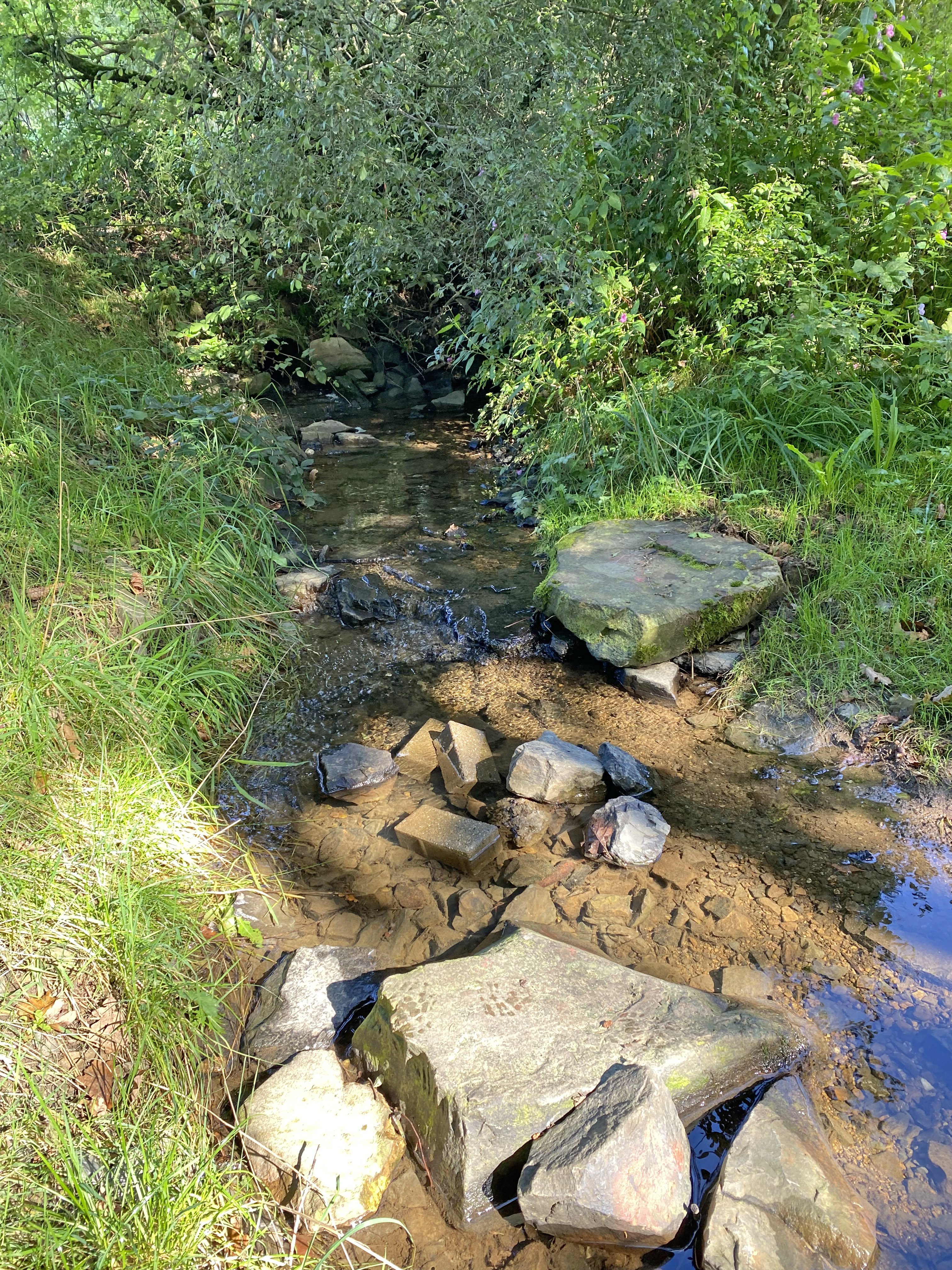
Wipper am Rand des Quellgebietes
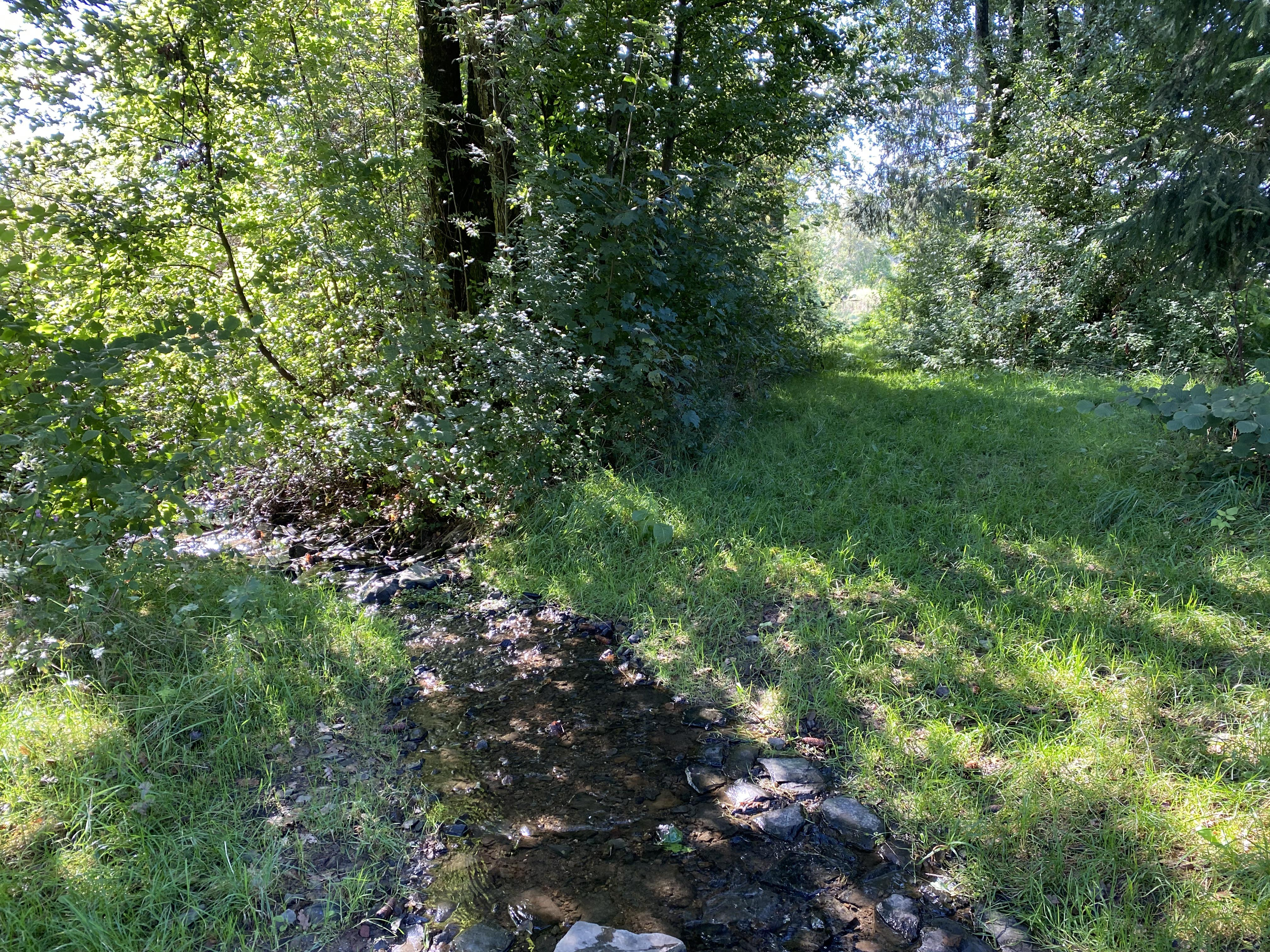
Wipper im Quellgebiet
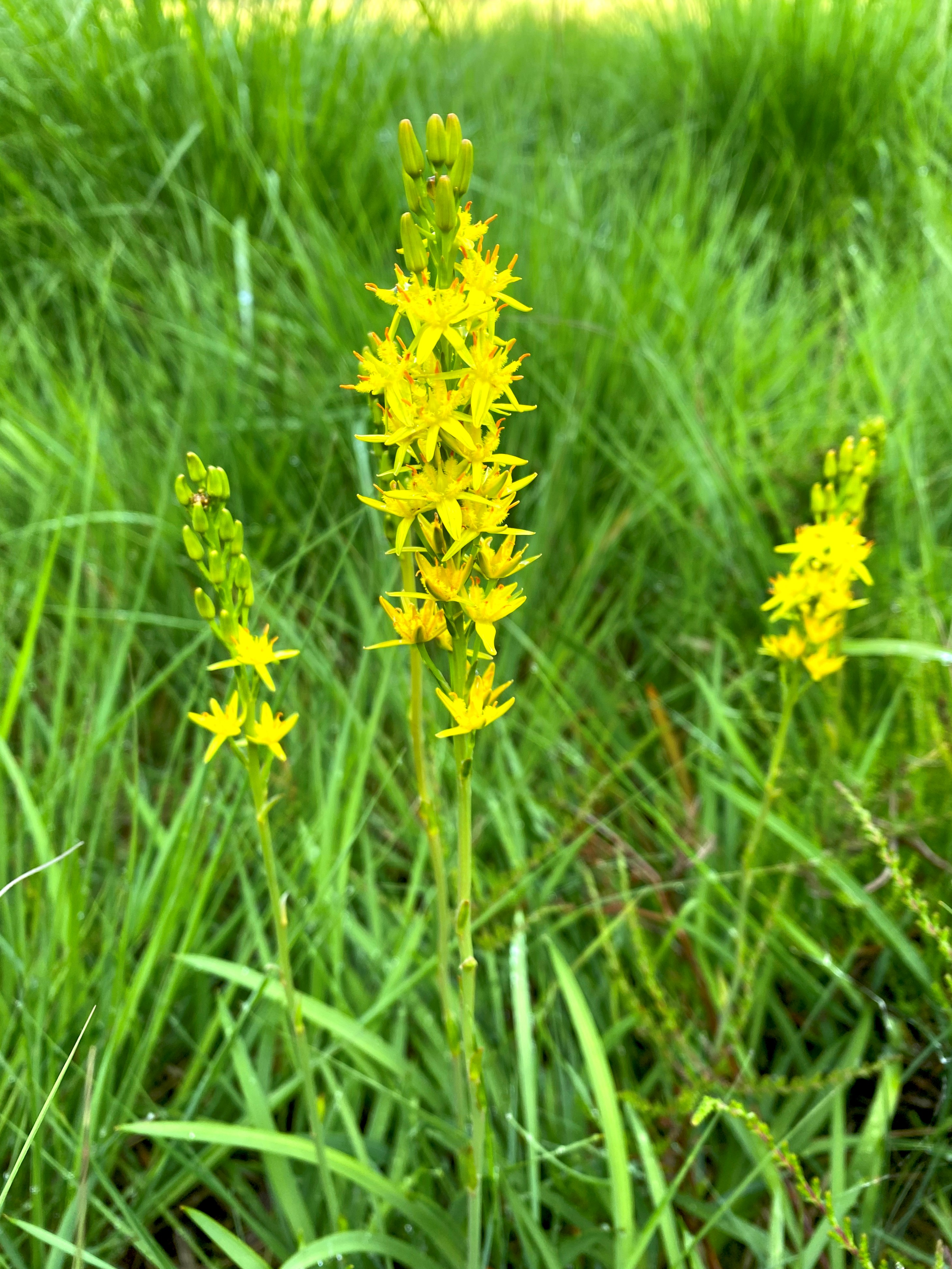
Die seltene Moorlilie war im Gebiet heimisch